# Оптика тонких плівок

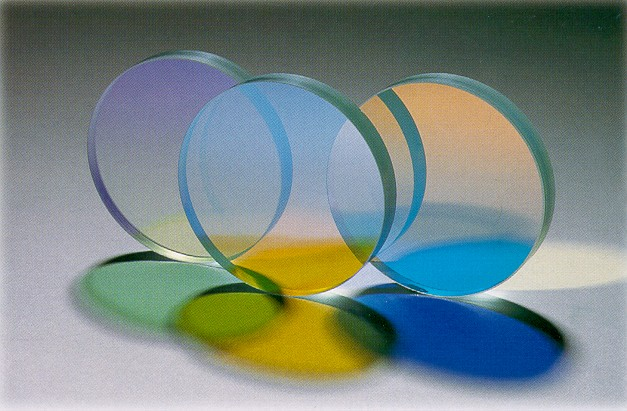
Дихроїчні фільтри створюються за допомогою покриття тонкими плівками

О́птика то́нких плі́вок — розділ оптики, який вивчає проходження і відбиття світлових променів від плівок, товщина яких сумірна з довжиною хвилі світла.
Тонкі плівки, нанесені на поверхню речовини, зокрема на скло, з якого виготовляються оптичні прилади, значно впливають на відбиття й пропускання світла, якщо їхня товщина сумірна із довжиною світлової хвилі.
Найцікавіші властивості мають плівки із товщиною, яка дорівнює чверті довжини хвилі, які, в залежності від показника заломлення, максимально зменшують або збільшують відбивання світла поверхнею.

## Теорія
Якщо світло із довжиною хвилі λ падає із середовища з показником заломлення {\displaystyle n_{1}} під кутом {\displaystyle \theta _{1}} на речовину із показником заломлення
{\displaystyle n_{3}}, вкриту тонкою плівкою із показником заломлення {\displaystyle n_{2}} і товщиною h, то 
при оптичній товщині плівки {\displaystyle H=n_{2}h}
{\displaystyle H={\frac {\lambda }{4\cos \theta _{2}}},\quad {\frac {3\lambda }{4\cos \theta _{2}}},\quad {\frac {5\lambda }{4\cos \theta _{2}}},\ldots }
то коефіцієнт відбиття
{\displaystyle R=\left({\frac {r_{12}-r_{23}}{1-r_{12}r_{23}}}\right)^{2}}
де {\displaystyle r_{12}} - коефіцієнт відбиття на межі середовищ 1 і 2, й для нормального падіння 
{\displaystyle R=\left({\frac {n_{1}n_{3}-n_{2}^{2}}{n_{1}n_{3}+n_{2}^{2}}}\right)^{2}}.
Звідси видно, що коефіцієнт відбиття можна зробити нульовим, якщо підібрати матеріали так, щоб {\displaystyle n_{1}n_{3}=n_{2}^{2}}. На цьому принципі працює просвітлення оптики. Зазвичай підібрати речовину, для якої це співвідношення виконувалося б ідеально (а ще необхідно, щоб плівка добре трималася на склі) важко, тому використовуються речовини із близьким показником заломлення.
Якщо {\displaystyle n_{2}^{2}\gg n_{1}n_{3}}, то коефіцієнт відбиття стає близьким до одиниці, що можна використати для виготовлення дзеркал.